# Rhinolophus ziama
Rhinolophus ziama és una espècie de ratpenat de la família dels rinolòfids. Viu a Guinea i Libèria. El seu hàbitat natural és el bosc montà i humit tropical de terres baixes. No hi ha cap amenaça significativa per a la supervivència d'aquesta espècie, tot i que està afectada per la pèrdua d'hàbitat.